# انجمن پستاندارشناسان آمریکا
انجمن پستانداران آمریکا (به انگلیسی: American Society of Mammalogists) در سال ۱۹۱۹ بنیان‌گذاری شد. هدف اصلی آن تشویق به مطالعه پستانداران و حرفه‌های مطالعه آنها است. بیش از ۴۵۰۰ عضو این جامعه وجود دارد و آنها عمدتاً دانشمندان حرفه‌ای هستند که بر اهمیت سیاست عمومی و آموزش تأکید می‌کنند. هر سال چندین جلسه ASM برگزار می‌شود و انجمن چندین نشریه مانند مجله پستانداران، انتشارات ویژه، گونه‌های پستانداران و جزوه‌های جامعه را مدیریت می‌کند. شناخته‌شده‌ترین آنها مجله پستاندارشناسی است. انجمن پستاندارشناسان آمریکا همچنین کتابخانه تصویری پستانداران را که شامل بیش از ۱۳۰۰ اسلاید پستاندار است، نگهداری می‌کند. یک رئیس، نایب رئیس، منشی ثبت، منشی خزانه‌دار و سردبیر مجله همگی توسط اعضا به عنوان مسئول انجمن انتخاب می‌شوند. علاوه بر این، انجمن پستاندارشناسان آمریکا از سی و یک کمیته شامل کمیته مراقبت و بهره‌برداری از جانوران، کمیته جایزه حفاظت، کمیته روابط بین‌الملل و کمیته انتشارات تشکیل شده است. همچنین کمک‌های مالی و جایزه‌های متعددی را برای پژوهش‌ها و مطالعات بر روی پستانداران ارائه می‌کند. این جایزه‌ها می‌تواند هم به دانشمندان و هم به دانش‌آموزان داده شود. انجمن پستاندارشناسان آمریکا همچنین فرصت‌های شغلی را برای اعضای خود فهرست می‌کند.